# 性骚扰

臺灣的「禁止性騷擾」標誌

性騷擾（英語：sexual harassment）是一种涉及使用显性或隐性的性暗示的骚扰，包括不受欢迎的或不恰当的回报承诺，以换取性好处。性騷擾就是一種霸凌，性騷擾就是欺負他人；而雖說性騷擾受害者女性多於男性，但任何性別都有可能是性騷擾的受害者。
一些情況下，性騷擾與其他騷擾之間不易區別，特別是所謂的不受歡迎的示好。又例如出於玩笑或者其他善良動機而實施撫摸、摟抱、親吻等等普遍的社交禮儀是對人友好的，其本身不具有違反法律的原則。通常是加害者肢體碰觸受害者性別特徵部位，妨礙受害者行為自由並引發受害者抗拒反應，意圖前述之行為而尚未行動或騷擾未遂也是性騷擾。
性騷擾可分為一次傷害與二次傷害：一次傷害為單方面求歡；二次傷害包括求歡不成惡意中傷，造成受害當事人精神受創，人際關係受阻，職場地位受歧視待遇。
很多國家都立法規管性騷擾，該議題屬告訴乃論。常見於職場性騷擾，上司對下屬或是同事之間的性騷擾。性騷擾受害者也有可能為保全人際關係，強忍不悅感而不反抗，導致加害者得寸進尺。感受到性騷擾時，向他人求助，離開現場，盡量釋放明確訊息，表態制止，視為明智。有時性騷擾受害者可能是因為擔心報復，才不回報的，一項研究指出，光是在美國，就有75%的人，因為說出自己遭到性騷擾的事實而遭到報復。
性騷擾非常普遍，據一項2018年的研究，光是在美國，就有81%的女性和43%的男性曾經受過性騷擾，其中，77%的女性和34%的男性曾經受過言語性騷擾，而51%的女性和17%的男性曾受「鹹豬手」碰觸（鹹豬手指的是不受歡迎且帶有性意味的碰觸）。；另一項研究則指出，光是在美國，就有大約25%到85%的女性，在職場上曾受過性騷擾。

## 詞源和歷史
性騷擾的現代理解是一個新概念，可追溯至20世紀70年代。儘管其他有關概念早已在許多文化中存在。“性騷擾”的術語被用在1973年瑪麗·羅向（Rowe Mary）時任麻省理工學院主席和總管撰寫了關於各種性別問題的報告《土星環》（Saturn's Rings）中。罗曾表示，她相信自己不是第一次用这个词，因为70年代初马萨诸塞州的妇女团体已讨论到性骚扰，但MIT可能是第一个讨论到该话题并制定相关政策和程序的大型组织（麻省理工学院学术委员会）。麻省理工当时也承认针对女性肤色和种族的骚扰，会造成种族和性方面的伤害。麻省主席表示，骚扰（和偏袒）跟大学的任务对立，没人能够容忍。
在《我们的时代：一场革命的回忆录》（1999）一书中，记者苏珊·布朗米尔援引1975年认为他们创造了性骚扰一词的康奈尔活动家：“我们八个人坐在办公室里......为创作为我们发声的海报的献言献策。我们想到了‘性恐吓’、‘性胁迫’、‘工作上的性剥削’等词。这些称谓似乎都不恰当。我们想要的东西，要涉猎微妙和非微妙持续性行为的整个范围。有人想到了‘骚扰’。‘性骚扰！’瞬间，我们同意了，就是它了。”
这几位活动家，林·法利、苏珊·迈尔和Karen Sauvigne，组建了妇女工作协会，以及1976年由Freada Klein、Lynn Wehril和伊丽莎白·科恩-斯顿茨组建的反对性胁迫联盟，都是1970年代末期把性骚扰带到公众视线的先锋组织。
尽管这个词还不是很多人知道，直至1990年代安妮塔·希尔目击并指证美国最高法院法官克拉伦斯·托马斯。由于希尔1991年的作证，美国和加拿大的性骚扰案件数量增加58%，并在稳步攀升。
總括來說，依照不少國家現行的立法，性騷擾的行為大約歸納為二種基本類型，一是「交換利益性騷擾」，另一為「敵意環境性騷擾」。

## 局面
性骚扰可能会出现在各种环境当中 - 在职场、工厂、学院、好莱坞、音乐界等。在通常情况下（但非必然），侵犯者是富有权势的一方，是受害人的上司(因年龄、社会地位、政治权势、教育或劳资关系)；或希望用这种方式来获取晋升等权势。性骚扰关系的形式包括：
- 侵犯者可能是任何人，例如客户、同事、親戚、家长或合法监护人、教师或教授、学生、朋友或陌生人。
- 受害人不一定是被骚扰的当事人，也可能是这种行为的目击者，感到这种行为十分令人厌恶。
- 骚扰地点可能出现在学校、大学、职场或其它地方。
- 骚扰行为不一定有目击证人。
- 侵犯者可能对自己的行为的侵犯性质毫不知情，可能对自己已经触犯法律毫不知情[17]。
- 有时，被骚扰的当事人可能没有意识到自己受到了侵犯。
- 侵犯行为有时只发生了一次，有时却是反复出现的。
- 对受害人的负面影响包括各种压力和退出社交、睡眠或饮食紊乱、损害身心健康等。
- 受害人和侵犯者可能是任意性别。
- 侵犯者不一定是异性。
- 並不以有肢體的接觸為必要，有時言語如黃色笑話、嘲弄甚至詢問隱私，以及其他帶有性意味的動作，都可能構成性騷擾。
- 有时，行为发生时，侵犯者自以为他们表明了态度，但是事实上人们对此产生了误解。误解可能是合理的，也可能是不合理的。一个不合理的例子是，某一富有成见的女性认为她不明白男士要求停止行为的明确表态。[18]

在互联网时代，社会交往，包括性骚扰在网络里出现次数增加，例如在游戏中出现的性骚扰。

## 成立標準
是否構成性騷擾成立，不同國家的法律規定各有差別：

### 中華民國（臺灣）
分別於《性別平等工作法》、《性別平等教育法》及《性騷擾防治法》三部不同法律中加以規範。受到性騷擾者可提起申訴，並依照申訴人身分、是否為工作中，分別適用不同處理機制，也依行為的狀況最重可提出刑事告訴，及請求民事相關損害賠償。
交換式性騷擾是行為人要求對方以性利益作為工作、教育訓練、機會或服務等有關的利益。敵意環境性騷擾則是行為人有貶抑對方人格尊嚴、使對方感到冒犯或不受其歡迎的環境、或是影響對方的活動或學習、工作等生活的進行。至於在其他場合的違反意願的騷擾行為，也可能成立，但行為人若有觸摸隱私部分將可能成立性騷擾防治法第25條之「性觸摸罪」。

#### 性別平等工作法
第12條：本法所稱性騷擾，謂下列二款情形之一：
一、受僱者於執行職務時，任何人以性要求、具有性意味或性別歧視之言詞或行為，對其造成敵意性、脅迫性或冒犯性之工作環境，致侵犯或干擾其人格尊嚴、人身自由或影響其工作表現。
二、雇主對受僱者或求職者為明示或暗示之性要求、具有性意味或性別歧視之言詞或行為，作為勞務契約成立、存續、變更或分發、配置、報酬、考績、陞遷、降調、獎懲等之交換條件。
前項性騷擾之認定，應就個案審酌事件發生之背景、工作環境、當事人之關係、行為人之言詞、行為及相對人之認知等具體事實為之。

#### 性別平等教育法
第2條第4款：性騷擾：指符合下列情形之一，且未達性侵害之程度者：
（一）以明示或暗示之方式，從事不受歡迎且具有性意味或性別歧視之言詞或行為，致影響他人之人格尊嚴、學習、或工作之機會或表現者。
（二）以性或性別有關之行為，作為自己或他人獲得、喪失或減損其學習或工作有關權益之條件者。

#### 性騷擾防治法
1. 第2條：本法所稱性騷擾，係指性侵害犯罪以外，對他人實施違反其意願而與性或性別有關之行為，且有下列情形之一者：「  一、以該他人順服或拒絕該行為，作為其獲得、喪失或減損與工作、教育、訓練、服務、計畫、活動有關權益之條件。  二、以展示或播送文字、圖畫、聲音、影像或其他物品之方式，或以歧視、侮辱之言行，或以他法，而有損害他人人格尊嚴，或造成使人心生畏怖、感受敵意或冒犯之情境，或不當影響其工作、教育、訓練、服務、計畫、活動或正常生活之進行。」
2. 性騷擾防治法第25條：「意圖性騷擾，乘人不及抗拒而為親吻、擁抱或觸摸其臀部、胸部或其他身體隱私處之行為者，處二年以下有期徒刑、拘役或科或併科新臺幣十萬元以下罰金。」「前項之罪，須告訴乃論。」

### 美國
法律及實務認為，並非所有不受歡迎具有性意味的行為都會構成性騷擾。而須符合
1. 合理人的標準(reasonable person standard)，以免過多訟累或過度偏向保護過於敏感的人
2. 敵意環境的性騷擾行為須「嚴重或普遍」(severe or pervasive)

## 预防
性骚扰和侵犯可以在中学、大学和职场通过教育来进行预防。至少，联谊会针对男生的项目会产生“可持续性行为改变”。
美国有很多男女生联谊会在成员下保证书的过程中采取措施预防欺辱行为（常常包括性骚扰）。很多希腊社团和全美大学都有反欺辱政策，对某些欺辱行为进行明确定义，并提供了预防性措施。

## 影响

#### 女性反抗性骚扰行为的研究
1991年K.R.扬特做出一项研究，发现女矿工开发出三种主要对策处理工作中的性骚扰：“小姐”、“调情”和“假小子”。老年妇女工人是典型的“小姐”类，她们倾向于脱离男性，跟他们保持距离，使用脏话回避，避免出现任何可能被解释为暗示的行为。她们也往往强调外表和身为女人的风度。“小姐”的后果是很少诱惑、挑逗和性骚扰，但他们会接受最少好評及工资最低的工作。
年轻单身女性最为常见的是“调情”。作为一种防御机制，她们谎称自己成为性评论的目标时受宠若惊。为此，她们成了被视为“女性刻板印象的实施案例，尤其是缺乏权力，开发工作技能、建立身为矿工的社会和自我认同感的机会最少。
“假小子”指比“调情”要大的单身女性。她们试图把自己从女性的刻板印象中分开，专注于煤矿工人的地位，试图变得“厚脸皮”。她们用幽默、回击、对自己的性谈论或是交换回应骚扰。因此，她们往往被视为违反了性双重标准的荡妇或性滥交妇女，被男性骚扰的机会愈演愈烈。目前尚未清楚假小子策略是否会导致更好或更坏的工作任务。
该研究的结果可能是用于其他工作环境，包括工厂、餐厅、写字楼和大学。结论是，个人应对性骚扰策略不太起作用，可能会对职场带来无法预料的不良后果，甚至可能增加性骚扰的风险。不管妇女们如何应付性骚扰，似乎都处在进退两难的局面。

### 对受害人的常见影响
部分嚴重的性騷擾會對受害人構成心理影響，影響人際關係，更時常造成工作、學習上被刁難、處分、甚至失去工作、遭到報復因而引發嚴重身心及財產的損害，不少受害者因此有強烈陰影甚至會患上憂鬱症等精神病。

### 抗议后的报复与迫害
对受害人的报复和迫害司空见惯，特别是针对敢于说实话的人。受害人如果发言指责性骚扰，常常会被贴上招惹是非的标签，或是被控哗众取宠。类似的案例如强奸或性侵犯中，受害人常常成为被指责对象，她们的外貌，私生活，性格都受到干扰和攻击。他们承受着来自同事、领导、导师、同学甚至是朋友的敌意和孤立。他们成为群殴和关系攻击的对象。
对于被骚扰的女性受害人来说，其他女性不一定会表示出同情。如果骚扰人是男性，持性别主义观，嫉妒受害人，常常会怂恿其他女性对受害人保持敌对关系。担心被骚扰，或成为报复或迫害的对象，也会使得一些女性助纣为虐。例如，当路易斯·詹森起诉埃弗利思·角岩性骚扰时，遭到了许多同事的攻击 — 而这些同事有许多在日后加入了她的诉讼。女性甚至通过落井下石的手段来讨好男性同事来占便宜。
受到性骚扰后，受害人常常会因消极行为而受到报复和迫害。例如，申诉者会被给予差评，所经营的项目会遭受破坏，工作或学习机会被拒绝，工作时间被篡改，以及其它影响生产力的事情会出现，或是在申诉后失去职场或校园晋升的机会，导致失业、被迫辞职或是干脆被开除。报复行动可能包括进一步的性骚扰，包括对受害人的围追堵截或人肉搜索等。不但如此，学校教授或雇主被指责性骚扰时，或是成为性骚扰的帮凶时，可能会将受害人永远开除，或是恶意阻止受害人升入其他学校。加害人也常常憑藉證據可能不足，反過來控告被害人刑事誹謗罪或要求鉅額民事賠償，作為恐嚇加害人或報復受害人或其支持者的手段。
女权主义者，作家纳奥米·沃尔夫倾听了遭受性骚扰受害人的经历，写道：
| “ | “对他们说出以下的一系列建议让我感到羞耻：他们的确应该在是否申诉的问题上三思，毕竟令他们害怕的事情真的可能发生。据我所知，去申诉的后果并不比保持沉默强到哪里去。我记得有一个人因为迫于同伴压力而退学；也有很多人则在官方那里碰壁。有的妇女说她们因一夜的金发女郎而失去了学业；奖学金没了，推荐信可望不可及。所有人都碰到了一连串的打压流程。通常情况下，大学或学院的主要决策者——特别是私立大学——和被申诉的教职员工狼狈为奸；不单是为了自保，而且是为了学校的面子去极力压制一些信息，而那些信息可以保护其他的妇女不受到伤害。他们的目标看来不是提供一个公平讨论的论坛，而是控制他们的损失。” | ” |

社会学家海伦·华生采访了另一位妇女，报道称：“面对犯罪，公开地解决问题似乎比隐忍更加糟糕。我发现着比骚扰本身更加难对付。”

## 爭議例子
2019年8月，香港立法會議員何君堯如常用Facebook，表達個人政治觀點時與人爭吵。「修例風波」和「元朗暴力」爭論期間，雖然其中一位女網友勸他向警察自首，但何君堯卻要求對方「自慰」。結果引起性騷擾和性別歧視爭議，遭網友和媒體熱論。何君堯刪去部份言論，但未向女性道歉而否認指控，並稱：「對曱甴是沒有性騷擾的！」。之後，繼續與他人政見相對。